# Olof Andréen
Bengt Olof Andréen, född 12 mars 1919 i Borås, död 2 februari 2016 i Gustav Adolfs distrikt i Borås, var en svensk konstnär.
Andréen var som konstnär autodidakt och bedrev konststudier under resor till ett flertal länder i Europa, Nord- och Sydamerika. Hans konst består av stilleben, genremålningar och landskapsmotiv, ofta från den svenska västkusten.
Olof Andrén är gravsatt på Sankt Sigfrids griftegård i Borås.